# Dantian
Dantian (chiń. 丹田, pinyin Dāntián, Wade-Giles Tan-t’ien; jap. 丹田 Tanden; kor. 단전 DanJeon; taj. ตันเถียน Dantian) – tłumaczy się jako "pole eliksiru" (dosłownie "cynobrowe pole", lub "czerwone pole"). Jest to środek ciężkości ludzkiego ciała, tzn. punkt położony ok. dwie szerokości kciuka poniżej pępka i ok. trzy szerokości kciuka w głąb. W niektórych technikach medytacyjnych oraz ćwiczeniach qigong jest używany jako punkt skupienia uwagi. Dantian jest ważnym pojęciem w tradycyjnej medycynie chińskiej oraz niektórych dalekowschodnich sztukach walki (zwłaszcza w tzw. stylach wewnętrznych neijia oraz aikido, taijiquan), gdzie poza ćwiczeniami medytacyjnymi używany jest m.in. przy opisie pracy ciała i generowania siły.
Nazwę dantian stosuje się czasem w odniesieniu do trzech punktów : "górne dantian" ("trzecie oko") znajduje się blisko punktu między brwiami, "środkowe dantian" oznacza splot słoneczny, a "dolne dantian" to punkt położony poniżej pępka.
W Japonii słowo tanden w znaczeniu dolnego dantian jest często używane zamiennie ze słowem hara (腹; chin.: fù), które dosłownie znaczy "podbrzusze". Koncentracja na hara jest jedną z podstawowych medytacji zen. W zen mówi się też o "budzeniu Buddy w podbrzuszu". Japończycy uważają, że mistrzowie zarówno sztuk walki, jak i dowolnego innego rzemiosła, aby doskonale opanować swoją umiejętność muszą "działać z hara", tzn. nie wychodząc z koncentracji. Takie działanie jest instynktowne, czyli bardzo szybkie, a przy tym dokładne, pozbawione emocji.
W Chinach oraz Japonii dantian jest uważane za miejsce gromadzenia się qi.